# Átomo Kid
Átomo Kid (en idioma francés, Atome Kid) es una serie de ciencia ficción escrita por M. Bañolas (seudónimo de Mariano Hispano) y dibujada por Bayo, Jaume Rumeu y Brea. De producción española, ha alcanzado mayor éxito en Francia que su país de origen.

## Argumento y personajes
La serie, situada en un futuro incierto, presenta las aventuras de Átomo Kid, alter ego del profesor Stuart, quien, embutido en un traje rojo, y siempre a petición del Comisario Malone se enfrenta a gánsteres y demás maleantes con la ayuda de un propulsor dorsal, una pistola paralizante y la ayuda ocasional de su esposa Pamela Stimpton. Todo ello la aleja de la clásica ópera espacial para adoptar un esquema más parecido al de la ficción policíaca.

## Trayectoria editorial
La agencia de Toray encargó la serie para la editorial francesa Artima, la cual publicó sus primeros 35 episodios en el seno de una revista mensual homónima compuesta por 32 páginas grapadas y que pervivió desde noviembre de 1956 a septiembre de 1959. La portada de dicha publicación francesa se inspiraba en el episodio de Atome Kid que incluía, pero desde su número 7, la saga de la La Famille Rollinson dans l'espace ocupó la mitad de las páginas. El último número de esta primera edición de Atome Kid, el 35, presentó un episodio de la serie de cabecera, y otras dos relatos de ciencia ficción. Su precio de venta al público era de 35 francos franceses de la época (que subió a 40 a partir del número 17 de marzo de 1958), 5 francos belgas y 0'5 francos suizos. El número 20 era un especial de 75 francos. Tras el cierre de su revista, las aventuras de Kid Atom pasaron a Cosmos.
| N° | Fecha de publicación | Episodio                                                      |  |
| -- | -------------------- | ------------------------------------------------------------- |  |
| 1  | 11/1956              | Infiltration martienne                                        |  |
| 2  | 12/1956              | Sous les eaux de l’Océan                                      |  |
| 3  | 01/1957              | L’impératrice des Incas                                       |  |
| 4  | 02/1957              | Seul contre les robots                                        |  |
| 5  | 03/1957              | Le satellite ambulant                                         |  |
| 6  | 04/1957              | L’atoll émergé                                                |  |
| 7  | 05/1957              | Documents secrets La famille Rollinson                        |  |
| 8  | 06/1957              | Le grand désert de Mars La famille Rollinson                  |  |
| 9  | 07/1957              | Le nouveau déluge La famille Rollinson                        |  |
| 10 | 08/1957              | L’imposteur La famille Rollinson                              |  |
| 11 | 09/1957              | Les maîtres de l’espace La famille Rollinson                  |  |
| 12 | 10/1957              | Le mystère de Titan Soucoupes volantes du brouillard          |  |
| 13 | 11/1957              | Une fusée à la dérive La famille Rollinson                    |  |
| 14 | 12/1957              | Le péril vert La famille Rollinson                            |  |
| 15 | 01/1958              | Le peuple sous la mer La famille Rollinson                    |  |
| 16 | 02/1958              | Au-delà de Pluton La famille Rollinson                        |  |
| 17 | 03/1958              | La Terre s’enfonce La famille Rollinson                       |  |
| 18 | 04/1958              | Bombardement d’astéroïdes La famille Rollinson                |  |
| 19 | 05/1958              | Les habitants de Mars La famille Rollinson                    |  |
| 20 | 06/1958              | Race de géants La famille Rollinson                           |  |
| 21 | 07/1958              | Course interplanétaire La famille Rollinson                   |  |
| 22 | 08/1958              | Le Soleil s’éteint La famille Rollinson                       |  |
| 23 | 09/1958              | De l’oxygène pour la Lune La famille Rollinson                |  |
| 24 | 10/1958              | Le secret du satellite blanc La famille Rollinson             |  |
| 25 | 11/1958              | Le solitaire d’Ariel La famille Rollinson                     |  |
| 26 | 12/1958              | Fusée militaire X15 La famille Rollinson                      |  |
| 27 | 01/1959              | Fusée sans direction La famille Rollinson                     |  |
| 28 | 02/1959              | Radioactivité La famille Rollinson                            |  |
| 29 | 03/1959              | Les hommes des neiges La famille Rollinson                    |  |
| 30 | 04/1959              | La Planète invisible La famille Rollinson                     |  |
| 31 | 05/1959              | La forteresse de l’espace La famille Rollinson                |  |
| 32 | 06/1959              | La ville morte du Sahara La famille Rollinson                 |  |
| 33 | 07/1959              | Barrière dans le Gulf-Stream La famille Rollinson             |  |
| 34 | 08/1959              | L’astre interdit La famille Rollinson                         |  |
| 35 | 09/1959              | Verne au XXVe siècle, Le dernier SOS Pirates interplanétaires |  |

A raíz de su éxito en Francia, la propia Toray editó en España 16 números de la revista Átomo Kid, con un formato de 23 x 17 cm., a partir de 1957.
Entre octubre de 1960 y abril de 1961, se publicó también una traducción al alemán de los siete primeros números, bajo el título Atom Kids.
La editorial Arédit que compró Artima lanzó en la década de 1970 una segunda publicación titulada Kid Atom en formato de bolsillo (18 por 13 cm) y 132 páginas en blanco y negro con portada a color. Treinta números fueron publicados desde septiembre de 1970 a marzo de 1977, a un ritmo trimestral que pasó a bimestral entre 1974-1975 y a un precio de 1'50 francos franceses inicialmente, 2'00 en 1974, 2'50 en 1976 y terminando en 3'00 en 1977.